# Region Skånes kulturnämnd
Region Skånes kulturnämnd är facknämnd i kulturpolitiska frågor i Region Skåne och verkar på uppdrag av regionfullmäktige. Kulturnämnden ska arbeta för att det finns ett kulturutbud med stor mångfald, som innehåller bredd och spets samt präglas av kvalitet och nytänkande. Uppdraget ska kännetecknas av en utvecklad, lokalt förankrad, gränsöverskridande extern samverkan med tydligt medborgarfokus.
Region Skånes kulturförvaltning Kultur Skåne initierar och driver utvecklingsarbete på uppdrag av kulturnämnden. Förvaltningen arbetar processinriktat tillsammans med kommunerna och kulturlivets intressenter för att utveckla Skåne som kulturregion.
Kultur Skåne initierar och utvärderar insatser utifrån de strategiska kulturpolitiska målen. De handlägger regionala och statliga medel till kommuner, kulturinstitutioner och det fria kulturlivet. De stödjer kulturaktörer genom utvecklingsbidrag och projektbidrag.
Kulturnämnden beslutar vem som ska tilldelas Region Skånes kulturpris.